# Tristania
I Tristania sono stati un gruppo musicale gothic metal norvegese, fondato alla fine del 1996 da Morten Veland, Einar Moen e Kenneth Ølsson e scioltosi nel settembre 2022.

## Storia del gruppo

### Gli inizi
I Tristania furono fondati alla fine del 1996 dal chitarrista e cantante Morten Veland, il tastierista Einar Moen e il batterista Kenneth Ølsson; i primi due facevano precedentemente parte della band “Uzi Suicide”. Solo in seguito il chitarrista Anders Høvyvik Hidle e Vibeke Stene si aggiunsero al gruppo, insieme al bassista Rune Østerhus.
Nel novembre del 1997 pubblicarono il loro primo EP, intitolato Tristania. Il lavoro fu subito apprezzato e garantì al gruppo un contratto discografico. L'anno successivo debuttarono sulla scena musicale con Widow's Weeds.
Nel loro album di esordio, i Tristania rivelano già una notevole maturità artistica e uno stile musicale perfettamente delineato, anche grazie alla partecipazione di artisti con maggiore esperienza come il violinista Pete Johansen dei The Sins of Thy Beloved.
Un anno più tardi registrarono il live Widow's Tour, una VHS contenente un loro concerto ad Oberwart (Austria) tenuto agli inizi del 1999, da cui venne estratto il singolo Evenfall. Il loro secondo disco in studio, Beyond the Veil, venne pubblicato nel settembre 1999 (preceduto a breve distanza dal singolo Angina). Beyond the Veil presentò un'impostazione marcatamente death, che sarebbe stata ripresa solo nell'album successivo e comunque in chiave più “sperimentale”.
Morten Veland, che fino a quel momento era stato praticamente il leader del gruppo e il principale componente, venne allontanato dalla band qualche tempo dopo la pubblicazione di Beyond the Veil, a causa di profonde divergenze musicali e sociali. Una volta lasciati i Tristania, Veland fondò una nuova band: i Sirenia.

### Il successo
Dopo Beyond The Veil, nel 2001 uscì la raccolta Midwintertears/Angina (contenente l'EP Tristania e il singolo Angina) e un nuovo album, World of Glass. Il lavoro si presenta diverso nello stile e mette chiaramente in evidenza la dipartita di Veland, sia per le sonorità, che presentano elementi elettronici e industrial, sia per i testi, che nel nuovo album si distanziano dai temi romantici delle prime due uscite, incentrati principalmente su argomenti della sfera religiosa e onirica. I duri vocalizzi ringhiosi sono qui affidati a Ronny Thorsen, membro dei Trail of Tears, mentre le parti melodiche sono di Jan Kenneth Barkverd e Østen Bergøy, che da questo momento diventa membro permanente e autore principale dei testi.
Immediatamente dopo la registrazione dell'album, i Tristania reclutano un nuovo cantante, Kjetil Ingebrethsen, affidandogli le parti vocali più aggressive. Ingebrethsen rimarrà nel gruppo fino al 2006.
Il quarto album, Ashes, venne pubblicato nel gennaio 2005, ed è il primo pubblicato con la Steamhammer Records, che li ha assunti subito dopo la scadenza del loro contratto con la Napalm Records. Questo lavoro vede una decisa diminuzione delle componenti gotiche, e sonorità molto più essenziali e vicine a quelle del doom metal tradizionale. La presenza di cori è nettamente ridotta rispetto ai lavori precedenti; scompaiono anche i violini di Pete Johansen, che avevano accompagnato così spesso i precedenti album dei Tristania, rimpiazzati dalle melodie al violoncello di Hans Josef Groh. Hidle e Moen hanno aggiunto le loro voci ad alcune tracce dell'album, due canzoni, Libre e Circus, sono state scritte da Kjartan Hermansen, il webmaster di Tristania.com, mentre The Wretched è basato su un poema di Hermansen, Ascending: Descending. Questo album segna una semplificazione nei testi e nella musica rispetto agli anni di Morten Veland, ben oltre le prime distanze prese con World of Glass. Da questo album vennero estratti due singoli, Libre e Equilibrium (quest'ultimo pubblicato nel 2006).

### Evoluzioni e nuovi successi
L'Ashes Tour europeo (che non ha però visto la partecipazione di Einar Moen, rimasto a lavorare su altro materiale per il gruppo) ha portato un altro cambiamento per la band: l'aggiunta di un secondo chitarrista, Svein Terje Solvang, che aveva precedentemente suonato col gruppo durante alcuni tour. Con il suo ingresso in pianta stabile nella formazione dal maggio 2005, per la prima volta dai tempi di Beyond the Veil i Tristania hanno nuovamente due chitarristi. Poco dopo, nel giugno 2005, venne pubblicata un'altra raccolta, Midwinter Tears, contenente la precedente Midwintertears/Angina e il live Widow's Tour (qui in formato DVD).
Anche l'album Illumination è stato preceduto dall'uscita dalla band di uno dei suoi componenti, il cantante Kjetil Ingebrethsen. Proprio per questa ragione, le parti di growl all'interno dell'album sono state sensibilmente ridotte e affidate ad un collaboratore esterno, Vorph (pseudonimo di Michael Locher) dei Samael. Da quest'album venne estratto il singolo Sanguine Sky.

### La rivoluzione
Il 27 febbraio 2007, appena un mese dopo la pubblicazione di Illumination, i Tristania hanno comunicato ufficialmente, tramite il loro sito internet, l'uscita dal gruppo della cantante e frontwoman Vibeke Stene.
(Tristania)

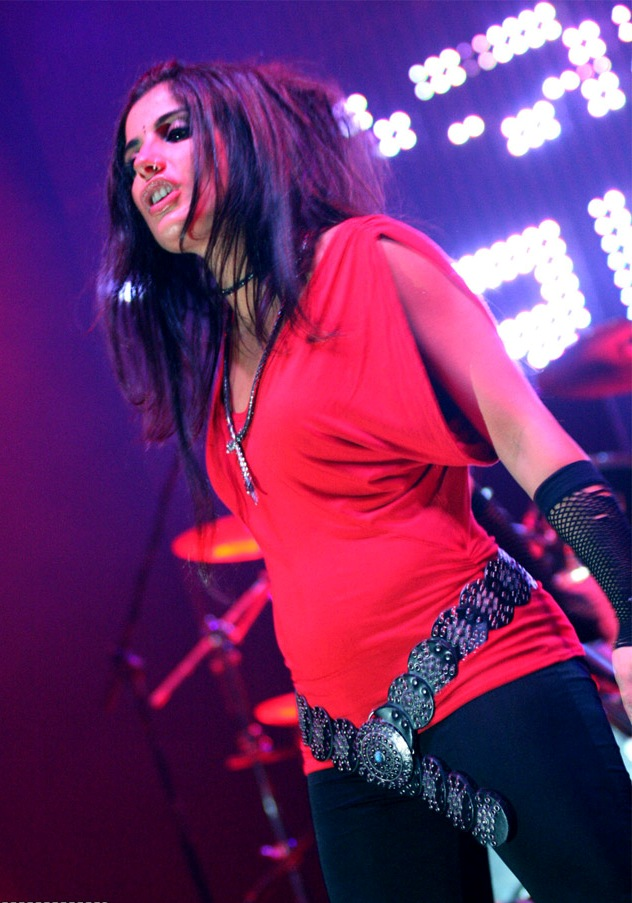
Mariangela "Mary" Demurtas

La ricerca della nuova cantante è durata svariati mesi; solo il 19 ottobre 2007 è giunto l'annuncio ufficiale sul sito della band. Si tratta dell'italiana Mariangela Demurtas cantante degli Alight ed ex cantante dei Reel Fiction,  il cui stile marcatamente influenzato dal blues e la cui voce potente e aggressiva la distanziano notevolmente dalla raffinata impostazione classica e lirica Vibeke.
Nel maggio del 2008 il chitarrista Svein Terje Solvang ha annunciato l'abbandono: il comunicato è arrivato proprio a ridosso del tour sudamericano della band.
L'anno successivo è il bassista Rune Østerhus a lasciare il gruppo, in pausa già da dagli inizi del 2006 (subito dopo la fine della registrazione di Illumination) durante i quali venne sostituito da Kjell Rune Hagen e Ole Vistnes. Il ruolo di Østerhus venne assegnato proprio a Vistnes, ex strumentista degli Autumn Inspiration.
Il 1º settembre 2009 viene annunciato ufficialmente l'ingresso di una nuova chitarrista a sostituire Solvang: si tratta di Gyri Smørdal Losnegaard, chitarrista della band norvegese Octavia Sperati, che già accompagnava la band come turnista dal tour sudamericano del 2008, a cui Solvang non partecipò perché ritiratosi poco prima.
Il 26 marzo 2010 viene annunciato il ritorno dei Tristania alla casa discografica Napalm Records.
Il 19 agosto 2010 la band annuncia ufficialmente l'abbandono dei Tristania da parte del cantante Østen Bergøy, già in pausa dalla fine del 2009 e fin da allora sostituito da Kjetil Nordhus, che dopo questo comunicato venne annunciato come membro ufficiale.
A causa di problemi a un ginocchio causati da un incidente avvenuto giocando a calcio, il batterista Kenneth Ølsson viene temporaneamente sostituito dal batterista Tarald Lie Jr.
Con questa nuova formazione, i Tristania pubblicarono, il 25 agosto 2010, il sesto album in studio, Rubicon.

## La fine
Il 18 settembre 2022 la band ha dato la notizia del ritiro dalle scene con un annuncio sui suoi canali social:
“Dopo 26 anni sulla scena metal internazionale,i membri dei TRISTANIA hanno preso questa settimana la gravosa decisione di porre fine al progetto.Questo significa che tutti i nostri piani futuri sono cancellati.Dopo aver attraversato anni molto difficili,come il resto del mondo,eravamo entusiasti di poter finalmente guardare avanti,ma la scorsa settimana è arrivata la notizia di un problema medico grave tra i familiari più prossimi della band,che ci renderà impossibile prenderci impegni sia a breve che a lungo termine.”

## Stile ed influenze
La musica dei Tristania può essere classificata come gothic metal e si tratta di una forma di heavy metal combinata con musica sacra, canti gregoriani e sonorità lugubri e misteriose.
Il sound dei Tristania fino al terzo album si è quasi sempre focalizzato su elementi tipicamente classici, primo fra tutti la voce lirica femminile, che accompagna le parti più spiccatamente metal spezzandone la ripetitività e dando loro una maggiore profondità. Le melodie create attraverso cori e strumenti classici come il violino, il pianoforte e il flauto sono spesso ricercate e si intrecciano con i pesanti riff di chitarra e le voci death caratteristiche del symphonic black metal, del death metal e del doom metal. Diffuso è anche l'utilizzo di tastiere e sintetizzatori. La vena sinfonica viene abbandonata nel quarto album, Ashes.
La combinazione di growl vocali con la voce lirica femminile e con i maestosi cori gotici ha forse raggiunto la sua massima espressione nell'album Beyond the Veil, che è considerato da molti come uno dei manifesti del genere gothic metal.
La maggior parte della produzione dei Tristania è incentrata su tre distinte linee vocali:
- una voce femminile (inizialmente il soprano Vibeke Stene, attualmente Mariangela Demurtas);
- una voce maschile melodica (inizialmente il baritono Østen Bergøy, attualmente Kjetil Nordhus);
- una voce death (inizialmente Morten Veland, successivamente Ronny Thorsen, Kjetil Ingebrethsen, Michael Locher e, attualmente, Anders Høvyvik Hidle).

Questo schema ha tuttavia subito profonde modifiche con l'uscita dell'album Illumination, che ha segnato una svolta radicale verso il gothic rock.

## Discografia

### Album in studio
- 1998 - Widow's Weeds
- 1999 - Beyond the Veil
- 2001 - World of Glass
- 2005 - Ashes
- 2007 - Illumination
- 2010 - Rubicon
- 2013 - Darkest White

### EP
- 1997 - Tristania

### Live
- 1999 - Widow's Tour

### Raccolte
- 2001 - Midwintertears/Angina
- 2005 - Midwinter Tears

### Singoli
- 1999 - Evenfall
- 1999 - Angina
- 2005 - Libre
- 2006 - Equilibrium
- 2007 - Sanguine Sky
- 2010 - Year of the Rat

## Formazione

### Formazione attuale
- Mariangela Demurtas – voce femminile (2007 - presente)
- Kjetil Nordhus – voce maschile (2009 - presente)
- Anders Høvyvik Hidle – chitarra solista, scream (1996 - presente)
- Gyri Smørdal Losnegaard – chitarra ritmica (2008 - presente)
- Einar Moen – pianoforte, tastiere, programmazione (1996 - presente)
- Ole Vistnes – basso, cori (2007 - presente)
- Tarald Lie Jr. – batteria, percussioni (2006 - presente)

Musicisti di supporto
- Pete Johansen – violino (1998 - 2002, 2010 - presente)

### Ex componenti
- Morten Veland – chitarra ritmica, scream (1996 - 2000)
- Kjetil Ingebrethsen – voce (2001 - 2006)
- Rune Østerhus – basso (1996 - 2006)
- Vibeke Stene – voce femminile (1997 - 2007)
- Svein Terje Solvang – chitarra ritmica (2005 - 2008)
- Østen Bergøy – voce maschile (1998 - 2009)
- Kenneth Ølsson – batteria, cori (1996 - 2010)

Ex musicisti di supporto
- Ronny Thorsen – voce death (2000 - 2001)
- Jonathan A. Perez – percussioni (2005 - 2006)
- Kjell Rune Hagen – basso (2006 - 2007)
- Michael Locher – voce death (2006 - 2007)